# Video Killed the Radio Star
〈Video Killed the Radio Star〉는 1979년 트레버 혼, 제프 다운스, 브루스 울리가 작곡한 곡이다. 이 곡은 브루스 울리와 카메라 클럽(토마스 돌비와 키보드)이 그들의 앨범 잉글리시 가든과 혼과 다운스(그리고 처음에는 울리)로 구성된 영국의 뉴 웨이브/신스 팝 그룹 버글스가 동시에 녹음했다.